# Феклисята
Феклисята (мар. Оскан почиҥга) — деревня в Сернурском районе Республики Марий Эл России. Входит в состав Кукнурского сельского поселения.

## География
Деревня находится в северо-восточной части республики, в зоне хвойно-широколиственных лесов, на левом берегу реки Коньги, на расстоянии примерно 40 километров (по прямой) к северу от посёлка городского типа Сернур, административного центра района. Абсолютная высота — 101 метр над уровнем моря.

### Климат
Климат характеризуется как умеренно континентальный, с умеренно холодной снежной зимой и относительно тёплым летом. Среднегодовая температура воздуха — 2,3 °С. Средняя температура воздуха самого тёплого месяца (июля) — 18,2 °C (абсолютный максимум — 38 °C); самого холодного (января) — −13,7 °C (абсолютный минимум — −47 °C). Безморозный период длится 4 месяца с середины мая до середины сентября. Среднегодовое количество атмосферных осадков составляет 491 мм, из которых около 352 мм выпадает в период с апреля по октябрь.

### Часовой пояс
Деревня Феклисята, как и вся Марий Эл, находится в часовой зоне МСК (московское время). Смещение применяемого времени относительно UTC составляет +3:00.

## Население
| 2002 | 2010 |
| ---- | ---- |
| 61   | ↘59  |

### Национальный состав
Согласно результатам переписи 2002 года, в национальной структуре населения марийцы составляли 89 %.